# Will Grayson, Will Grayson
Will Grayson, Will Grayson es una novela de John Green y David Levithan, publicada en abril de 2010 por Dutton Juvenile. La narrativa del libro se divide en partes iguales entre dos muchachos llamados Will Grayson, con Green quien escribe todos los capítulos para la primera parte, y Levithan quien escribe los capítulos para la otra parte, el capítulo es presentado de una manera alterna. La novela debutó en la lista de los más vendidos de The New York Times después de su lanzamiento y permaneció allí durante tres semanas. Fue la primera novela con la temática de adultos jóvenes con los temas para llegar a esa lista.

## Colaboración
En el diseño de la trama del libro, los dos autores decidieron repartirlo por la mitad. John Green escribió todos los capítulos impares (capitalizado Will Grayson), mientras que David Levithan escribió todos los capítulos pares (minúsculas de grayson). Esto también era cierto para los nombres de los protagonistas, con Levithan elegir el nombre de pila y Green el apellido. El único argumento que decidieron juntos fue el hecho de que los dos personajes se reunirían en algún momento de la novela y que su reunión tendría un efecto tremendo en sus vidas. Después de esta decisión, por separado, escribieron los tres primeros capítulos de la mitad y luego los comparten con los demás.

## Personajes
Personajes principales.
- Will Grayson 1: El primer protagonista de la historia. Su punto de vista se ve en los capítulos impares, donde la totalidad del texto muestra la capitalización adecuada. Él es el primero y único miembro hetero de la Gay-Straight Alliance. Sus capítulos están escritos en el tono familiar de la voz. Está obsesionado con la banda Neutral Milk Hotel. Jane Turner es su interés amoroso; Tiny Cooper es su mejor amigo. Él es un claro ejemplo de la angustia adolescente de principio a fin de la novela.
- Will Grayson 2: Segundo protagonista de la historia. Su punto de vista se ve en los capítulos pares, donde la totalidad del texto siempre está en minúscula. Él está enamorado de Isaac, quien no existe realmente, es sólo Maura jugándole una broma de muy mal gusto; los dos se comunican a través de mensajería instantánea, en secreto, bajo el seudónimo de “grayscale” y “boundbydad”. Conoce a Tiny Cooper a través de Will Grayson 1. Él no es el adolescente gay estereotipado; él es gruñón y vulgar. Él no está cerca de ningún personaje importante en su escuela, a pesar de que interactúa con su admiradora, Maura.

Personajes secundarios.
- Tiny Cooper: el mejor amigo de Will Grayson 1 en la escuela. Se describe como un gran jugador de fútbol, homosexual y extravagante que corre a través de intereses amorosos con rapidez. Él es el presidente de la Gay-Straight Alliance en la escuela. Se le describe como "muy alegre, y muy orgulloso." Conoce a Will Grayson 2 a través de Will Grayson 1.
- Jane Turner: Amiga de Tiny y Will Grayson 1. Ella también es miembro de la Gay-Straight Alliance en la escuela, y adora Neutral Milk Hotel. Ella ama los intereses de Will Grayson 1, aunque ella no puede compartir los mismos sentimientos por él como él lo hace por ella.
- Maura: Una chica gótica que se siente atraída a Will Grayson 2. Ella es una de las pocas personas en su escuela con los que interactúa.

- Datos: Q1150160